# Celeris
Dans la mythologie romaine, Celeris (qui signifie rapidité) serait un cheval très rapide, frère ou fils de Pégase et d'Ocyrhoé. Les Romains expliquaient ainsi la présence de la constellation du Petit Cheval aux côtés de celle de Pégase. 
Une version du mythe indique que Celeris était le cheval que Neptune fit apparaître en frappant le sol de son trident lorsqu'il s'opposa à Minerve (Athéna en grec) pour nommer la ville d'Athènes. 
Ce cheval aurait été donné à Castor par Mercure. 